# Харипур (город, Пакистан)
Харипур (англ. Haripur) — город в Пакистане, расположен в одноимённом округе провинции Хайбер-Пахтунхва. Исламабад находится на расстоянии 65 км от Харипура, Абботтабад — 35 км. Малые реки, протекающие через город, питают дамбу Тарбела.

## История
Харипур был основан сикхом Хари Сингхом Налва в 1822 году и стал столицей Хазары (до 1853 года). Хари Сингх Налва был назначен императором сикхов Ранджитом Сингхом в качестве второго назима Хазары. Первого назима убили местные жители.
Харипур был построен как крепость, окруженная стеной (которая была 3,7 метров толщиной и до 15 м в высоту, было всего четыре входа в город). Эта крепость позже стала отделением городской полиции. В Харипуре расположены два университета — Allama Iqbal Open University и Hazara University. В 1867 году был создан муниципалитет.
В городе установлен обелиск на могиле полковника Канара, европейского офицера артиллерии сикхов, который погиб в 1848 году в бою против повстанцев Чаттара Сингха.
В 1851 году была создана 4-й Хазарская Горная Батарея, которая прошла обучение под руководством британского офицера Джеймса Аббота. Данная батарея участвовала во многих военных кампаниях в регионе.
В 1901 году в городе проживало 5578 человек.

## Демография
| 1998   | 2010   |
| ------ | ------ |
| 31 259 | 42 535 |